# Womeni
El riu Womeni (en afrikaans: Womenirivier) és un riu que flueix al nord-oest de KwaZulu-Natal, Sud-àfrica. El rierol desemboca al riu Buffalo que més tard s'uneix al riu Tugela.